# Joseph Paul Gaimard
Joseph Paul Gaimard (Saint-Zacharie, 31 de enero de 1796 – París, 10 de diciembre de 1858) fue un cirujano, naturalista, zoólogo e ictiólogo francés.
Junto con Jean René Constant Quoy sirvió como cirujano y naturalista de 1822 a 1826 a bordo del barco La Coquille, al mando de Louis Isidore Duperrey, en un viaje de circunnavegación de la Tierra, y desde 1826 hasta 1829 en el Astrolabe, al mando de Jules Dumont d'Urville. Durante este viaje descubrieron la, ahora extinta, lisa gigante de Tonga (Tachygia microlepis).
Fue el líder científico de una expedición patrocinada por el Almirantazgo francés al océano Ártico, en el barco La Recherche, conocida como la «Expedición La Recherche» (1835-36).[cita requerida] En 1835 Gaimard visitó Islandia, regresando de nuevo el verano siguiente como jefe de una misión científica financiada por el gobierno francés. De este viaje se realizó el 9.º volumen Voyage en Islande et au Groënland (8 volúmenes de texto, uno de ilustraciones geográficas), del que se dijo en el momento que era el estudio definitivo de las islas.
En 1838, fue de nuevo líder de una expedición científica a Spitsbergen.

## Honores

### Epónimos
Fauna
- Coris gaimard (Quoy & Gaimard, 1824), un pez lábrido de cola amarilla
- Eualus gaimardii (H. Milne Edwards, 1837)
- Byblis gaimardi Krøyer, 1846

Flora
Género
- (Centrolepidaceae) Gaimardia Gaudich.[1]

## Obras

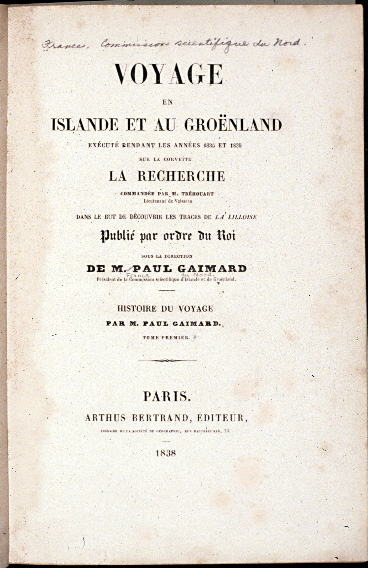
Portada del Voyage en Islande et au Groënland

- Louis de Freycinet (ed.) Voyage autour du Monde, entrepris par Ordre du Roi ... exécuté sur les corvettes de ... l'Uranie et la Physicienne, pendant les années 1817, 1818, 1819 et 1820. Teil 1 und 2: Zoologie. Pillet Aîné, Paris 1824 (con Quoy)
- Voyage en Islande et au Groënland exécuté pendant les années 1835 et 1836 sur la corvette La Recherche ... dans le but de découvrir les traces de La Lilloise, Bertrand, Paris 1838-1852
- Voyage de la corvette l'Astrolabe, exécuté par Ordre du Roi, pendant les annés 1826 - 1827 - 1828 - 1829, sous le commandement de M. J. Dumont D'Urville, capitaine de Vaisseau, Tastu, Paris 1830-1834 (con Dumont D'Urville, Quoy y Boisduval)

- La abreviatura «Gaimard» se emplea para indicar a Joseph Paul Gaimard como autoridad en la descripción y clasificación científica de los vegetales.[2]

## Abreviatura (zoología)
La abreviatura Gaimard  se emplea para indicar a Joseph Paul Gaimard como autoridad en la descripción y taxonomía en zoología.